# 国民保守主義
国民保守主義（こくみんほしゅしゅぎ、英: national conservatism、あるいは民族保守主義、国家保守主義）は、保守主義の一種を表すために、もともとヨーロッパで使われた政治用語である。

## 概要
この保守主義は、標準的な保守主義よりも「国益および文化的・民族的アイデンティティ」をより重視するが、身体的暴力や示威行動などといったあからさまな民族主義あるいは極右の手法はとらない。国民保守主義者たちの多くは社会保守主義者たちであり、多くの場合は移民制限を支持する。そして国民保守主義に最も共通する傾向としてヨーロッパでは彼らは通常、欧州統合懐疑の立場をとる。
国民保守主義は社会保守主義と結びついており、その点で、伝統的な家族と社会の安定に強い興味を持つことがある。あるオーストリア人の学者によると、「国民保守主義は、アイデンティティー、団結そして情緒の本拠地や根源として家族を称賛する。」
これらの共通の要素に加えて、国民保守主義者たちは、地域の要因に依存して、異なる国々で異なる見解を抱くことがある。このことは、経済問題の場合とりわけ当てはまる。経済問題については、国民保守主義者たちの見解は、計画経済への支持から中道派の混合経済への支持を経て自由放任経済への支持に至るまでの間のどこへでも変動しうる。
このようなものとして、国民保守主義者たちは経済保守主義者たちから区別されうる。後者にとっては自由市場経済政策は主要な優先事項なのであるが、前者にとっては必ずしもそうではない。解説者たちの中には国民保守主義と経済保守主義の間の格差の広がりを次のように見定めてきた者もいる。「…今日の右派（保守主義）諸政党のほとんどは（市場自由主義を奉じる）経済保守主義者たちによって運営されていて、それらの政党は、程度によるが、世の中から取り残された社会保守主義者たち、文化保守主義者たち、そして国民保守主義者たちを（保守主義の）周縁に追いやってしまった。」

## 主要政党
- 日本
  - 自由民主党[5][6]
- トルコ
  - 公正発展党
  - 民族主義者行動党
- ポーランド
  - 法と正義
- ハンガリー
  - フィデス＝ハンガリー市民同盟
  - ヨッビク
- ドイツ
  - ドイツのための選択肢
- フランス
  - 国民連合[7]
- イタリア
  - イタリアの同胞
- スペイン
  - Vox
- セルビア
  - セルビア進歩党
  - セルビア急進党
- スイス
  - スイス国民党
- ノルウェー
  - 進歩党[8]
- スウェーデン
  - スウェーデン民主党
- フィンランド
  - 真のフィンランド人
- ロシア
  - 統一ロシア
  - ロシア自由民主党
- 韓国
  - 自由韓国党
  - 未来に向けた前進4.0
- インド
  - インド人民党
  - シヴ・セーナー
- イスラエル
  - シャス
  - ユダヤ人の家